# Amphispiza bilineata
El chingolo gorjinegro (Amphispiza bilineata), también denominado chiero gorjinegro, gorrión gorjinegro o zacatonero garganta negra, es una especie de ave paseriforme de la familia Passerellidae nativa de los desiertos de América del Norte.
El individuo adulto mide 12 o 13 cm de longitud. No hay dimorfismo sexual. Es un gorrión gris pálido en las partes dorsales y blanco en las ventrales. El patrón de la cabeza es característico: tiene una amplia raya supraocular blanca y un "bigote" también blanco; hay una mancha negra en la garganta que se extiende hasta la parte superior del pecho; en general, el gris de la cabeza es más oscuro, negro en la parte loreal. El pico es gris.
Los individuos juveniles no presentan mancha en el pecho; en vez de ello, tienen rayas oscuras en las partes ventrales.
El llamado es alto y parecido al tañer de una campana, y el canto del macho es un simple aunque dulce tintineo mecánico.
Habita matorrales desérticos en el suroeste de los Estados Unidos hasta el centro de México (el Bajío). Se alimenta principalmente de insectos y semillas, y forma pequeños grupos, aunque éstos pueden ser grandes alrededor de los cuerpos de agua del desierto.
Construye un nido poco elaborado a partir pasto y fibras vegetales, cuidadosamente oculto en un arbusto, entre 15 y 50 cm de distancia del suelo.